# Euptychia helicta
Euptychia helicta är en fjärilsart som beskrevs av Jacob Hübner 1806. Euptychia helicta ingår i släktet Euptychia och familjen praktfjärilar. Inga underarter finns listade i Catalogue of Life.